# Rock and Roll/Four Sticks
Rock and Roll/Four Sticks è un singolo discografico della band britannica Led Zeppelin, pubblicato nel 1972.

## Tracce
1. Rock and Roll – 3:40 (Robert Plant, Jimmy Page, John Paul Jones e John Bonham)
2. Four Sticks – 4:42 (Robert Plant, Jimmy Page)

## Brani
Rock and Roll
Rock and Roll è anche contenuta nel quarto album del gruppo e fu pubblicata come secondo singolo estratto dall'album nel 1972. La canzone si basa su una delle strutture più frequenti del rock and roll, il Blues in 12 misure di LA. Il chitarrista Jimmy Page ha dichiarato che la struttura della canzone è venuta fuori mentre si cercava di completare (invano) la stesura di Four Sticks. In un momento di ispirazione, Page ha cominciato a suonare, e Plant ha scritto i testi. In 15 minuti, la canzone era quasi completata.
La canzone è sempre stata un caposaldo nei concerti dei Led Zeppelin dal 1971 in poi. Dal 1977, essa è diventata un medley insieme a Whole Lotta Love.
Fra le altre, cover famose della canzone sono state eseguite dagli Heart, dai Van Halen, da Kid Rock e da Jerry Lee Lewis, nonché dal cantante degli AC/DC Brian Johnson insieme ai Velvet Revolver, durante un concerto. La canzone è anche stata eseguita live da Page e Jones con Dave Grohl e Taylor Hawkins dei Foo Fighters rispettivamente alla batteria e alla voce.
Four Sticks
Four Sticks è una canzone di genere hard rock e anch'essa inserita nell'album Led Zeppelin IV pubblicato nel 1971, Nel 1972 è stata pubblicata su singolo, come lato B di Rock and Roll. Il nome della canzone deriva dal fatto che John Bonham suonava con due coppie di bacchette (in inglese stick) per un totale di quattro. La canzone è caratterizzata da un riff tagliente che viene più volte ripetuto nel brano e da un assolo di sintetizzatore, il quale può ingannare l'ascoltatore riproducendo un suono simile a quello della chitarra acustica ma comunque diverso.

## Formazione
- Robert Plant: voce
- Jimmy Page: chitarra
- John Paul Jones: basso, organo Hammond
- John Bonham: batteria
- Ian Stewart: pianoforte